# Poco (Möbelhaus)

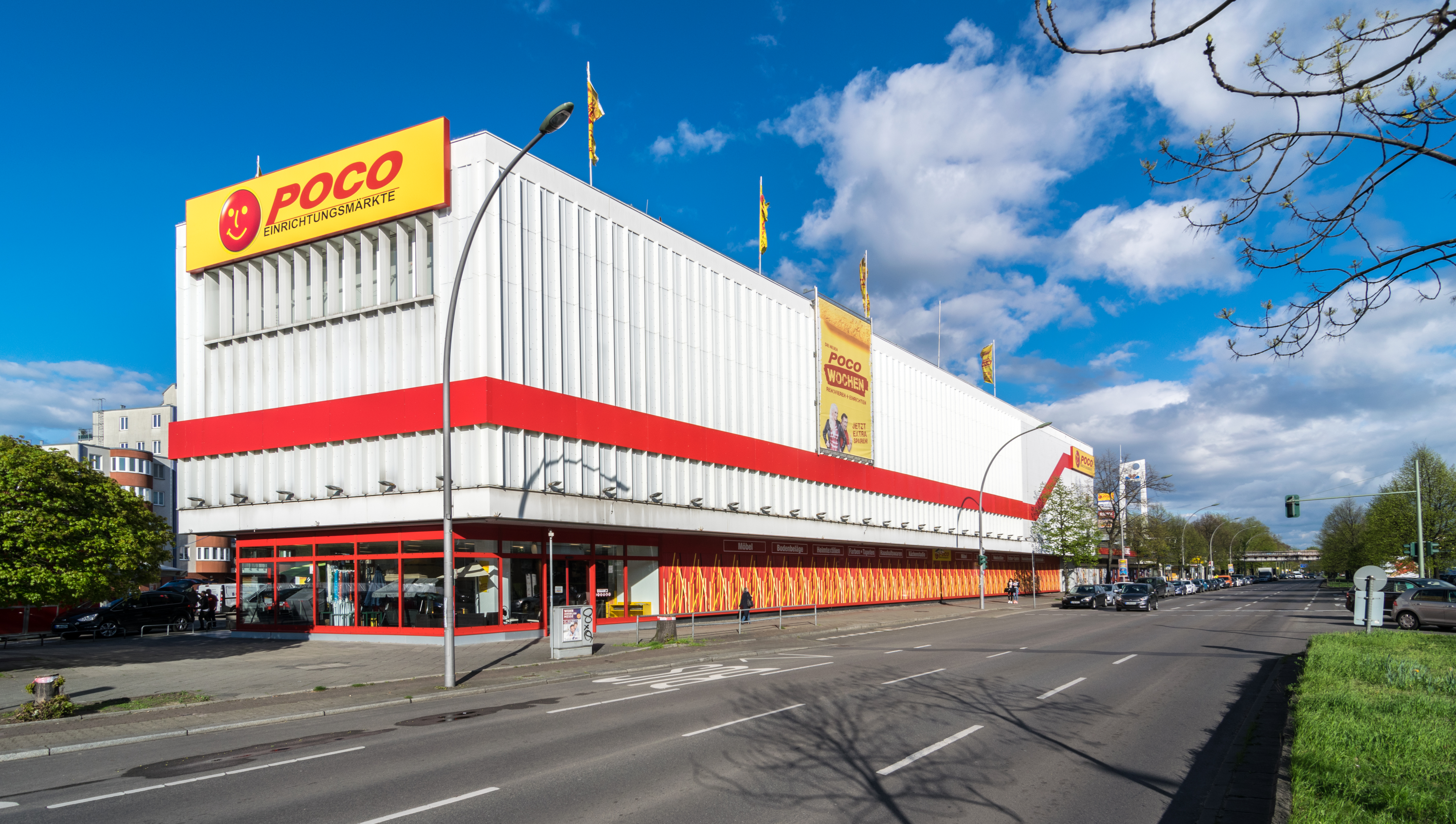
Filiale in Berlin, Siemensdamm

Poco (Eigenschreibweise: POCO) ist ein deutscher Möbel-Discounter, welcher zur MW Holding GmbH mit Sitz in Wels im oberösterreichischen Alpenvorland gehört. Als deutsche Zwischenholding fungiert die Poco Einrichtungsmärkte GmbH mit Sitz in Bergkamen. Betrieben werden 131 Einrichtungsmärkte und sechs Regionallager.
Die Firma Poco ist ein Akronym für „Pohlmann & Co.“, benannt nach dem Unternehmensgründer. Das Unternehmen schloss sich im Jahr 2008 mit den ehemaligen Domäne-Einrichtungsmärkten zusammen. Es existieren daher zwei für die Verwaltung der Filialen zuständige Zentralen – die ehemalige Poco-Zentrale in Bergkamen und die ehemalige Domäne-Zentrale in Hardegsen.
2018 gelangte Poco über mehrere Zwischenholdings vollständig in Besitz der beiden Privatstiftungen der österreichischen Unternehmerfamilie Seifert, denen auch die Einrichtungshauskette XXXLutz gehört.

## Geschichte

### Poco
Der Einzelhandelskaufmann Peter Pohlmann gründete 1989 Poco (Pohlmann & Co). Der erste Markt wurde unter dem Motto „Schönes Wohnen für weniger Geld“ in Ahlen eröffnet. In den folgenden Jahren wuchs die Zahl der Filialen stetig. 1999 betrug der Umsatz 271 Mio. D-Mark. Poco verfügt traditionell über ein dichtes Netz von Einrichtungsmärkten in Nordrhein-Westfalen rund um die Ballungszentren an Rhein und Ruhr und expandierte zunächst unter anderem in Baden-Württemberg, Bremen, Hessen, Niedersachsen und Schleswig-Holstein.

### Teppich-Domäne Harste
1972 gründeten Karl-Heinz Rehkopf und Rainer Wunderlich das Unternehmen Teppich Domäne Harste GmbH & Co. KG in einem Gutshof (daher der Name „Domäne“). Der erste Markt eröffnete im selben Jahr in Harste und verkaufte zunächst Teppich-Überproduktionen, später auch andere Baumarkt-Sortimentsbereiche. 1986 trennten sich die beiden Unternehmensgründer. Rehkopf führte die auf Bodenbeläge und Heimtextilien spezialisierte Teppich-Domäne Harste, die heute als tedox firmiert, weiter, während Wunderlich mit seinem neuen Geschäftsführer Helmut Reitz das Konzept unter dem neuen Namen Domäne Einrichtungsmärkte in Richtung Möbel veränderte.

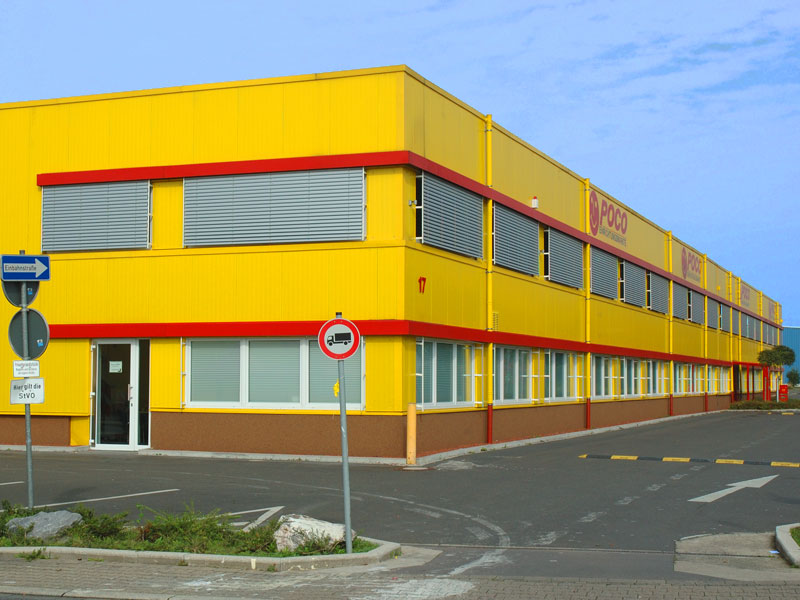
Poco-Zentrale in Bergkamen

### Zusammenschluss von Poco und Domäne
Im Jahr 2002 wurde eine enge Zusammenarbeit im Wareneinkauf von Poco und den Domänen-Einrichtungsmärkten vereinbart. 2005 kam es zu einer vorübergehenden Teilübernahme der damals 29 Domäne-Märkte durch die österreichische XXXLutz-Gruppe. 24 deutsche Märkte der XXXLutz-Kette Möbelix wurden auf den Markennamen Domäne umgestellt. Im Jahr 2008 verkaufte XXXLutz seine Domäne-Anteile an die neu gegründete POCO-Domäne-Holding GmbH, von welcher Andreas Seifert, einer der Leiter von XXXLutz, als Privatperson 50 % der Anteile hielt. Der Verkauf von Anteilen wurde nötig, da es Beanstandungen durch das Bundeskartellamt gab. Domäne hatte ein flächendeckendes Netz von Märkten im Norden sowie in Berlin, München und den neuen Bundesländern aufgebaut. Die neuen Partner operierten mit ihren XXXLutz-, Möbelix- und Poco-Filialen auf regional unterschiedlichen Märkten, so dass sich für das Gesamtunternehmen nach dem Zusammenschluss eine deutschlandweite Präsenz ergab.
Eine gemeinsame Holding, die POCO-Domäne-Holding GmbH, wurde daraufhin zum 1. Januar 2008 gegründet. Als Gründer der Holding wurde ein James Moore mit Briefkastenanschrift in Belgien angegeben. Die ehemals 25 Poco- und 59 Domäne-Filialen waren von nun an als POCO Domäne für die Verbraucher bekannt. Der heutige Name Poco wurde im Jahr 2012 aufgrund des für eine Auslandsexpansion hinderlichen Umlautes und der kürzeren Schreibweise als neue Firma (Poco Einrichtungsmärkte GmbH) und Markenname (POCO) gewählt.

### Poco heute
2017 firmierten unter dem Dach der POCO-Domäne-Holding GmbH deutschlandweit 125 Einrichtungsmärkte mit durchschnittlich 4.600 m² Verkaufsfläche und insgesamt über 8000 Mitarbeitern. Sie generierten jährlich einen Umsatz von über 1,2 Mrd. Euro. Bis zu sechs neue Märkte entstehen jährlich. Das Unternehmen betreibt auch einen Markt in Australien (Blacktown) unter dem Namen Poco Super Home Market, einen in den Niederlanden (Enschede) sowie einen in Polen (Wrocław), zwischenzeitliche Märkte in Südafrika wurden nach dem Skandal um Steinhoff wieder veräußert.
Geschäftsführer der POCO-Domäne-Holding GmbH mit Sitz im nordrhein-westfälischen Bergkamen und im niedersächsischen Hardegsen sind Thomas Stolletz (ehemals POCO) und Hans-Ralf Großkord (ehemals Domäne). Die beiden anderen vorherigen Geschäftsführer Helmut Reitz (ehemals Domäne) und Jürgen Wiederhold (ehemals Poco) wechselten in den Aufsichtsrat. Der ehemalige Poco-Gesellschafter und Namensgeber Peter Pohlmann verließ das Unternehmen.
Die POCO-Domäne-Holding GmbH gehörte ab 2008 zu 50 Prozent zum international agierenden Steinhoff-Konzern (Steinhoff Europe) und zu 50 Prozent der Eigentümerfamilie der österreichischen Möbelkette XXXLutz. Am 26. April 2018 wurde die Übernahme der Anteile von Steinhoff an XXXLutz bekanntgegeben.

## Poco-Werbung
Von September 2011 bis zum Frühjahr 2017 war Daniela Katzenberger Werbegesicht von Poco. Abgelöst wurde sie in geringerem Umfang durch Markus Maria Profitlich, Wigald Boning und Janine Kunze.
2019 startete auf YouTube eine Poco-Serie mit Janine Kunze in der Hauptrolle.

## Brände der drei Lagerhallen 2014 und 2015
Am 10. Februar 2014 brannte ein Außenlager des Konzerns in Hagen-Vorhalle nieder. Das Feuer brach gegen 11:20 Uhr im Dachstuhl aus und verbreitete sich über das gesamte Gebäude. Das Dach stürzte in der Folge ein. Ein Angestellter der Möbelhauskette wurde dabei verletzt.
In der Nacht auf den 22. Mai 2015 kam es gegen 3:20 Uhr zum Brand einer Lagerhalle in Köln-Eil, dessen Ursache und Schadensumfang bislang ungeklärt sind. Es gibt jedoch nach ersten Erkenntnissen keine Verletzten. Von den insgesamt neun Lagerhallen wurde eine vollständig zerstört. Vier Tage nach dem Lagerhallenbrand erhielt das Möbelhaus einen Erpresserbrief mit Forderungen in Höhe von 2 Millionen Euro. Sollte diese Summe nicht gezahlt werden, drohten weitere Brände, bis alle Lagerhallen zerstört seien.
Als „größter Brand der letzten 30 Jahre in Aachen“ wurde der Großbrand in der Nacht zum 1. Juni 2015 von der Stadt Aachen bezeichnet. Dabei wurde ausgehend vom Brandherd im Poco-Lager ein Fitnessstudio und eine Indoor-Soccerhalle zerstört. Zeitweise waren bis zu 150 Feuerwehrleute im Einsatz. Der Gesamtschaden der Brände in Köln und Aachen belief sich auf etwa fünf Millionen Euro.
Im November 2015 wurde der Prozess gegen einen der Brandstifter, einen 44-Jährigen aus Lohmar, eröffnet. Dieser beteuerte, dass er alleine gehandelt habe und seine zwei Komplizen lediglich eine Erfindung seien, um den Druck auf das Möbelhaus zu erhöhen. Er gestand die Brandstiftungen in Köln und Aachen, beteuerte aber vor Gericht, dass er lediglich die Ecken der Hallen „etwas ankokeln“ wollte. Als Motiv nannte er seine hohen Schulden in Höhe von fast 100.000 Euro. Am 26. November 2015 wurde der Brandstifter zu sieben Jahren Haft verurteilt, nachdem die Anklage eine Haftstrafe von acht Jahren gefordert hatte.